# Кенош (Юта)
Кенош (англ. Kanosh) — місто (англ. town) в США, в окрузі Міллард штату Юта. Населення — 508 осіб (2020).

## Географія
Кенош розташований за координатами 38°48′8″ пн. ш. 112°26′16″ зх. д. / 38.80222° пн. ш. 112.43778° зх. д. (38.802213, -112.437704).  За даними Бюро перепису населення США в 2010 році місто мало площу 2,16 км², уся площа — суходіл.

## Демографія
Згідно з переписом 2010 року, у місті мешкали 474 особи в 166 домогосподарствах у складі 124 родин. Густота населення становила 219 осіб/км².  Було 218 помешкань (101/км²).
Расовий склад населення:
| - 90,9 % — білих - 0,4 % — вихідців з тихоокеанських островів - 0,4 % — корінних американців - 7,6 % — осіб інших рас |

До двох чи більше рас належало 0,6 %. Частка іспаномовних становила 7,6 % від усіх жителів.
За віковим діапазоном населення розподілялося таким чином: 32,7 % — особи молодші 18 років, 46,0 % — особи у віці 18—64 років, 21,3 % — особи у віці 65 років та старші. Медіана віку мешканця становила 40,4 року. На 100 осіб жіночої статі у місті припадало 110,7 чоловіків;  на 100 жінок у віці від 18 років та старших — 105,8 чоловіків також старших 18 років.
Середній дохід на одне домашнє господарство  становив 49 845 доларів США (медіана — 46 250), а середній дохід на одну сім'ю — 57 628 доларів (медіана — 52 222). Медіана доходів становила 42 083 долари для чоловіків та 33 750 доларів для жінок. За межею бідності перебувало 9,5 % осіб, у тому числі 12,7 % дітей у віці до 18 років та 9,5 % осіб у віці 65 років та старших.
Цивільне працевлаштоване населення становило 143 особи. Основні галузі зайнятості: сільське господарство, лісництво, риболовля — 25,2 %, будівництво — 12,6 %, освіта, охорона здоров'я та соціальна допомога — 11,9 %.